# Voodoo Lounge
Voodoo Lounge è un album in studio del gruppo rock britannico The Rolling Stones pubblicato nel 1994, è il 20° della discografia inglese e il 22° di quella statunitense.

## Storia
Primo album senza il bassista Bill Wyman, uno dei fondatori dei Rolling Stones che ha lasciato il gruppo nel 1993, e prima collaborazione con la Virgin Records. Voodoo Lounge viene pubblicato cinque anni dopo Steel Wheels che era stato il loro ultimo album in studio.
Dopo l'uscita di Wyman, gli Stones scelsero di non sostituirlo e proseguirono in formazione a quattro con Mick Jagger (voce), Charlie Watts (batteria), Keith Richards e Ronnie Wood (chitarre). Il basso fu suonato da Darryl Jones, che venne scritturato come musicista a contratto e non come membro ufficiale della band. Don Was produsse l'album insieme ai Glimmer Twins (Jagger & Richards).
A seguito della pubblicazione dei dischi solisti Main Offender di Keith Richards (1992) e Wandering Spirit di Mick Jagger (1993), entrambi i leader dei Rolling Stones cominciarono a comporre nuove canzoni nell'aprile 1993, scegliendo Don Was come co-produttore per le sessioni dell'album in programma. A novembre, dopo aver provato e registrato a casa di Ronnie Wood in Irlanda a settembre, gli Stones si spostarono presso gli Windmill Lane Studios di Dublino per iniziare ufficialmente la lavorazione di Voodoo Lounge. Anche se non si unì ufficialmente al gruppo, Darryl Jones prese il posto di Bill Wyman come bassista dei Rolling Stones, dietro suggerimento di Charlie Watts.
Don Was fu il principale responsabile dell'aver spinto gli Stones in territori più a loro convenzionali nel tentativo di far produrre loro qualche brano rock in "puro stile Rolling Stones". Sebbene questo approccio fu ben accolto dalla critica musicale e piacque ai fan degli Stones, Jagger in particolare espresse una certa insoddisfazione circa l'estetica di Was, commentando in un'intervista del 1995 rilasciata a Rolling Stone:
Il produttore rispose che non era "anti-groove in generale", ma "anti-groove senza sostanza", come nel contesto di questo album.
Il risultato fu un disco essenzialmente classicista con elementi blues, R&B, rock and roll e country, tipici del sound degli Stones di fine anni sessanta-inizio settanta. Jagger avrebbe voluto insistere per uno stile di produzione più moderno, con suoni maggiormente contemporanei, come avvenuto nel caso del successivo Bridges to Babylon (1997). Nondimeno, Was rimase con gli Stones come produttore discografico anche in seguito, nonostante le differenti vedute artistiche con Jagger, palesatesi in questa occasione. Dopo un periodo di registrazioni svoltesi a Los Angeles nei primi mesi del 1994, Voodoo Lounge fu completato e i Rolling Stones cominciarono i preparativi per il Voodoo Lounge Tour che sarebbe iniziato in agosto.
Durante la registrazione dell'album alle Barbados, Richards adottò un gatto randagio che chiamò Voodoo, un po' perché si trovava a Barbados e un po' perché il gattino era riuscito a sopravvivere da solo nonostante gli stenti. Sparks Will Fly venne scritta da Richards dopo una lite con Jerry Lee Lewis in Irlanda. Richards aveva invitato Lewis a casa di Ron Wood per una jam session. Lewis presa la cosa molto seriamente e pensò che stessero registrando un album, e dopo aver ascoltato la sessione, iniziò a separare la band di Richards dalle incisioni, cosa che indignò moltissimo Keith.

## Accoglienza
Il disco ebbe un buon successo commerciale, venendo certificato disco d'oro o di platino in varie nazioni, ma non riuscì a produrre un singolo da Top 40 negli Stati Uniti. La canzone Love Is Strong, raggiunse la posizione numero 14 in Gran Bretagna, ma solamente la numero 91 in USA, mentre You Got Me Rocking (n. 23 UK) divenne una presenza fissa nella scaletta nei concerti dei successivi tour degli Stones. Ben accolto dalla critica, nel 1995 Voodoo Lounge vinse il Grammy Award come "migliore album rock dell'anno".

## Pubblicazione e accoglienza
| Recensione           | Giudizio              |
| -------------------- | --------------------- |
| AllMusic             | [ 18 ]                |
| Chicago Tribune      | positivo              |
| Entertainment Weekly | C+; originariamente B |
| Los Angeles Times    | [ 21 ]                |
| The New York Times   | positivo              |
| People               | sfavorevole           |
| Robert Christgau     | [ 24 ]                |
| Rolling Stone        | [ 25 ]                |
| Vox                  | [ 26 ]                |
| Onda Rock            | [ 27 ]                |

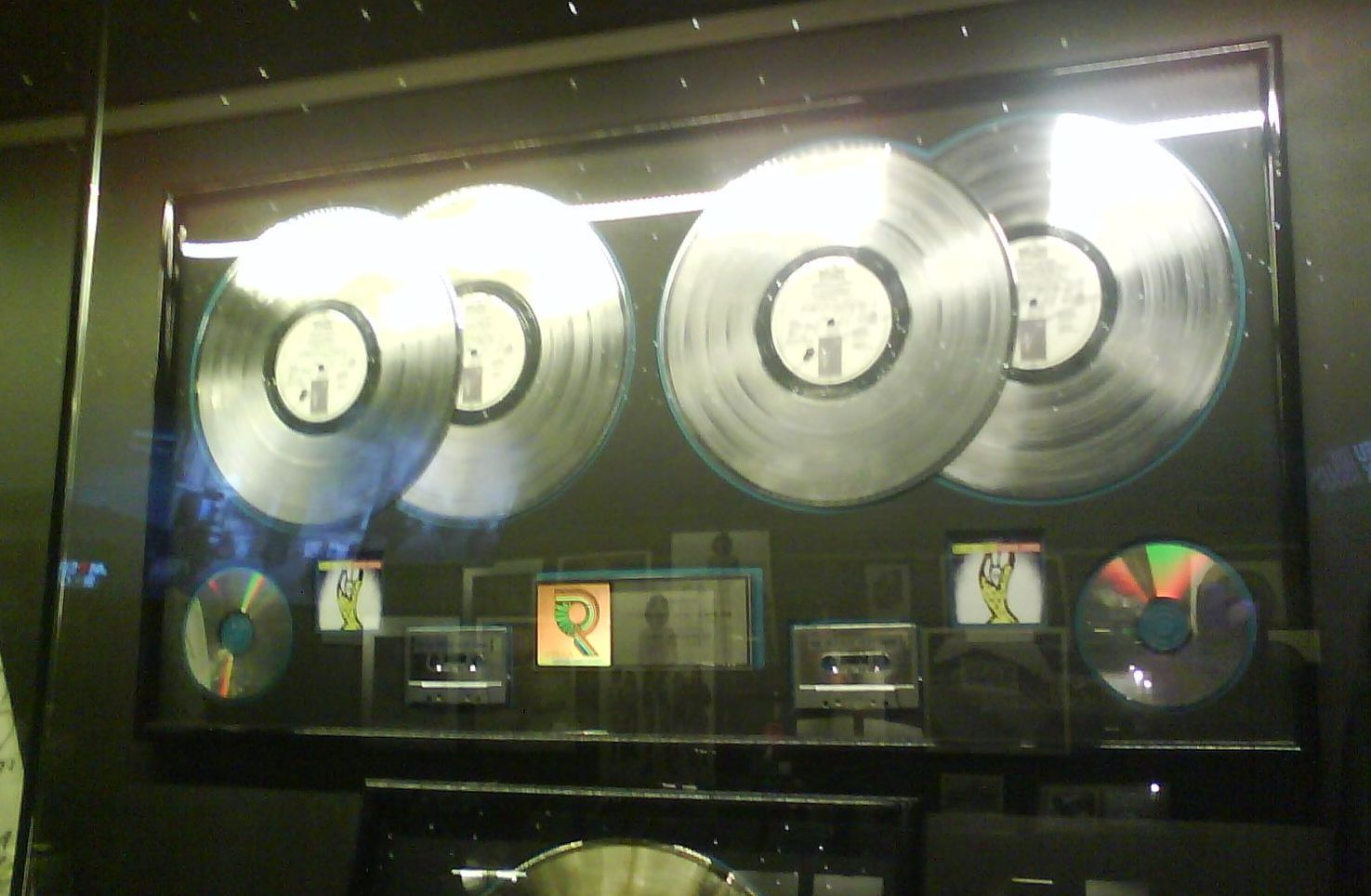
Il doppio platino di Voodoo Lounge certificato dalla RIAA

Pubblicato nel luglio 1994, Voodoo Lounge fu recensito positivamente dalla critica e debuttò direttamente al numero 1 in Gran Bretagna (miglior risultato dai tempi di Emotional Rescue del 1980) e in seconda posizione negli Stati Uniti d'America (dietro la colonna sonora de Il re leone) dove fu certificato doppio platino.
Scrivendo sulla rivista Vox nell'agosto 1994, Steven Dalton dichiarò di rintracciare in alcune tracce del disco la grandezza perduta di album quali Exile on Main St. (1972) e Some Girls (1978). Egli concluse scrivendo che Voodoo Lounge "ci ricorda perché ci piacevano gli Stones", e segnalò New Faces, Out of Tears e Blinded by Rainbows come migliori canzoni dell'album, pur non considerando Voodoo Lounge all'altezza dei capolavori passati della band.
All'inizio del 1995, mentre il Voodoo Lounge Tour era ancora in pieno svolgimento, Voodoo Lounge si aggiudicò il Grammy Award come "Best Rock Album".
Nel 2009, Voodoo Lounge è stato rimasterizzato e ristampato dalla Universal Music.

## Tracce
Tutte le canzoni sono accreditate a Jagger/Richards.
1. Love Is Strong - 3:49
2. You Got Me Rocking - 3:36
3. Sparks Will Fly - 3:15
4. The Worst - 2:24 (alla voce Keith Richards)
5. New Faces - 2:51
6. Moon Is Up - 3:40
7. Out of Tears - 5:27
8. I Go Wild - 4:24
9. Brand New Car - 4:14
10. Sweethearts Together - 4:45
11. Suck on the Jugular - 4:26
12. Blinded by Rainbows - 4:33
13. Baby Break It Down - 4:07
14. Thru and Thru - 6:00 (alla voce Keith Richards)
15. Mean Disposition - 4:07

## Formazione
The Rolling Stones
- Mick Jagger – voce e cori, chitarra e chitarra acustica, armonica, maracas
- Keith Richards – chitarra, acoustica, cori; voce in The Worst e Thru and Thru, piano, tamburi
- Ronnie Wood – chitarra, acoustica, slide guitar, cori
- Charlie Watts – batteria, tamburi

Musicisti aggiuntivi
- Darryl Jones – basso
- Chuck Leavell – piano, organo
- Bernard Fowler – cori
- Luís Jardim – percussioni
- Flaco Jimenez – fisarmonica
- Phil Jones – percussioni
- David McMurray – sassofono
- Ivan Neville – cori, organo
- Benmont Tench – organo, piano
- Bobby Womack – cori
- Max Baca – bajo
- Lenny Castro – percussioni
- Pierre de Beauport – chitarra acustica
- David Campbell – arrangiamenti

## Classifiche

### Classifiche settimanali
| Classifica (1994) | Posizione massima |
| ----------------- | ----------------- |
| Australia         | 1                 |
| Austria           | 1                 |
| Canada            | 1                 |
| Francia           | 2                 |
| Germania          | 1                 |
| Italia            | 4                 |
| Norvegia          | 3                 |
| Nuova Zelanda     | 1                 |
| Paesi Bassi       | 1                 |
| Regno Unito       | 1                 |
| Spagna            | 6                 |
| Stati Uniti       | 2                 |
| Svezia            | 2                 |
| Svizzera          | 1                 |

### Classifiche di fine anno
| Classifica (1994) | Posizione |
| ----------------- | --------- |
| Austria           | 18        |
| Canada            | 13        |
| Francia           | 28        |
| Germania          | 18        |
| Italia            | 37        |
| Paesi Bassi       | 29        |
| Stati Uniti       | 62        |
| Svizzera          | 31        |
| Classifica (1995) | Posizione |
| Germania          | 50        |